# Rail de travelling

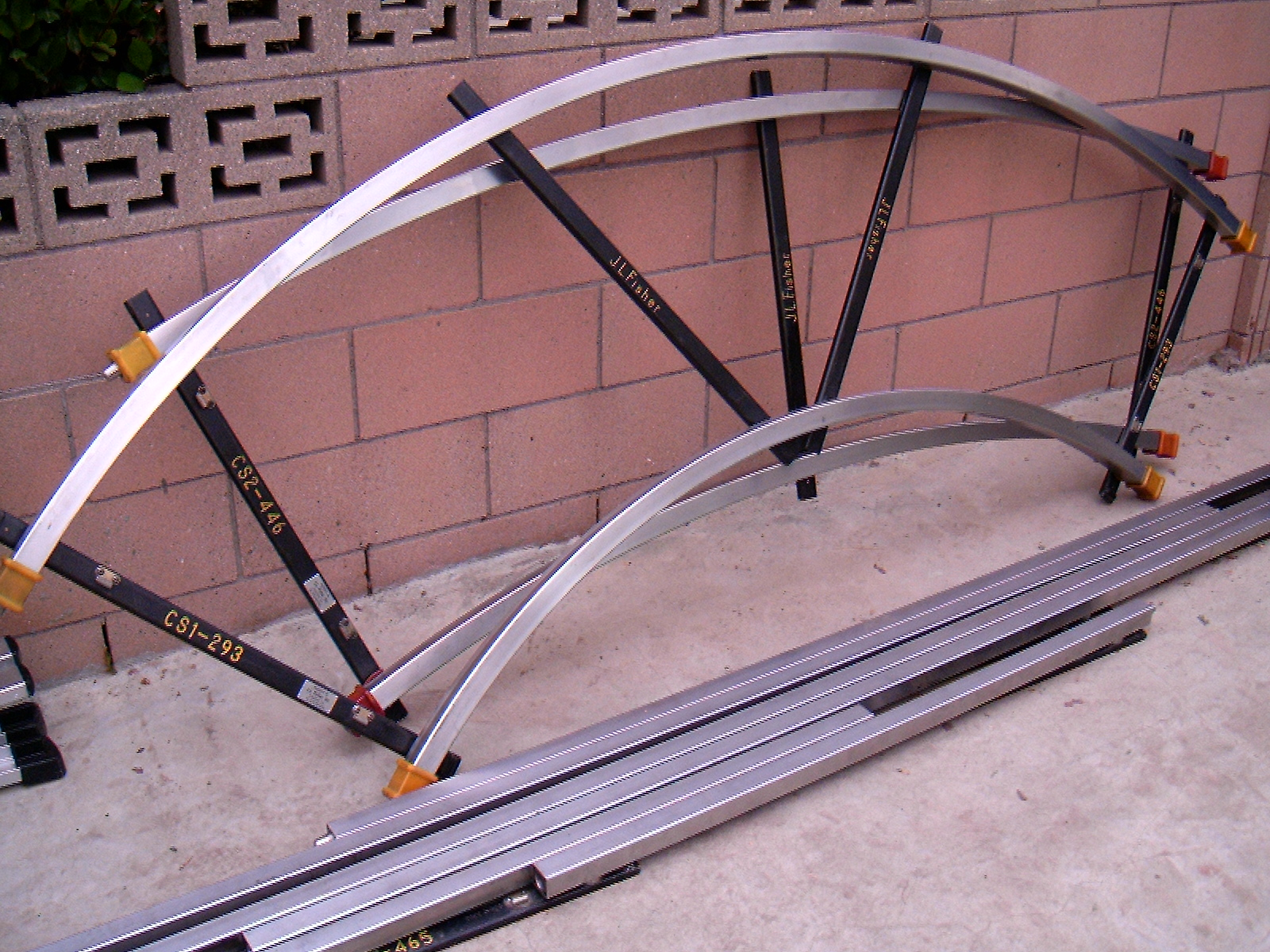
Rails courbes

Sur un tournage, un rail de travelling est un équipement de machinerie utilisé pour réaliser un mouvement de caméra fluide. Les rails sont installés par des machinistes afin de faire circuler une dolly ou un chariot de travelling.
Le rail de travelling est une barre métallique profilée, souvent composée d'aluminium (pour sa légèreté). Les deux rails sont parallèles et l'écartement standard est de 62 cm. Il existe un écartement alternatif de 36 cm pour installer les rails dans des endroits exigus. D'autres écartements peuvent être rencontrés (77 cm, 81 cm, 1 m), mais ils sont nettement plus rares. Il existe même des rails carrés utilisés surtout aux États-Unis pour la dolly Fisher.

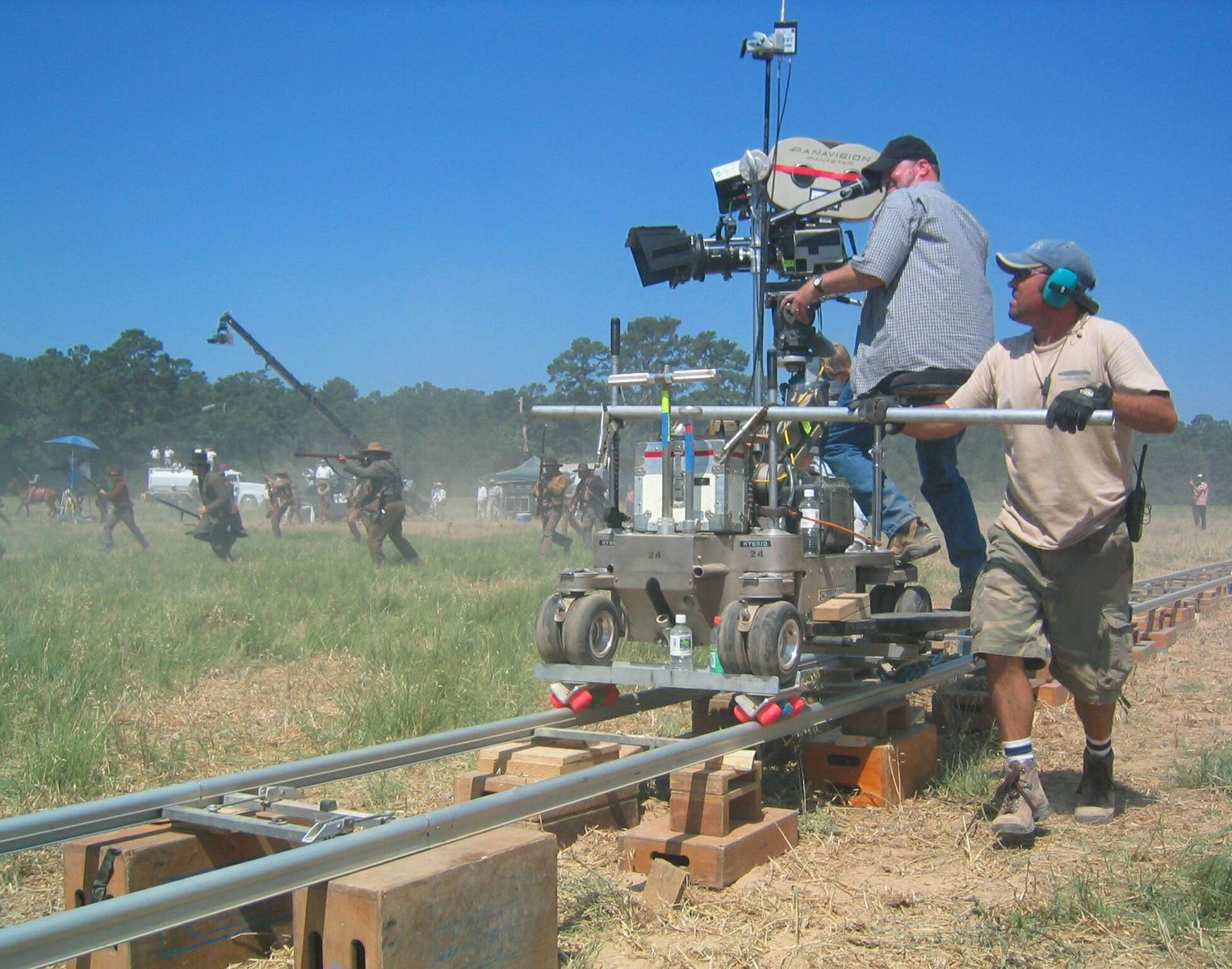
Déplacement d'une dolly sur rails lors du tournage dAlamo. Les rails sont surélevés par des cales en bois.

Il est nécessaire d'assurer la planéité horizontale des rails avec des cales en bois d'épaisseurs différentes (5, 10, 18 mm). Pour un calage plus fin, le machiniste utilise des sous-bocks de bière ou des plaques de formica de très faible épaisseur. Pour simplifier le calage horizontal, les rails peuvent être posés sur des bastaings de grande longueur.

## Rail double
Anciennement, les deux rails parallèles étaient assemblés d'un seul tenant, grâce à des traverses fixes. L'ensemble est plus encombrant et lourd que le monorail. Leur longueur ne dépasse pas les 1,80m.

## Monorail
Les monorails sont assez récents. Il s'agit en fait de barres profilées indépendantes, assemblées parallèlement directement sur le décor du tournage, à l'aide de traverses démontables. Plus légers, plus faciles à ranger (ce sont de simples barres), ils peuvent donc être fabriqués en grandes longueurs (4 et 6 m). En changeant de traverse, on peut indifféremment les monter en écartement 62 cm ou 38 cm.
Le calage des monorails est aussi plus simple.

## Rails courbes

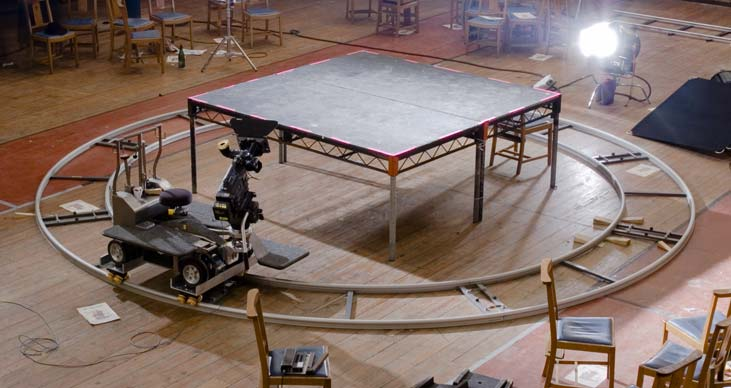
Travelling circulaire

## Accessoires
Parmi les accessoires d'un travelling, on trouve les fermes. Ce sont des barres carrées en aluminium de diamètre supérieur à la largeur du rail et de longueur importante. Leur très grande rigidité permet un calage beaucoup plus rapide aux deux extrémités. Tout le poids du travelling (dolly, caméra, cadreur, assistant caméra) est reporté sur les fermes en lieu et place des rails.
Quand un acteur ou un technicien doit circuler au milieu entre les rails du travelling, le machiniste installe des planchers en bois pour que son trajet se fasse en toute sécurité sur terrain plat.